# Therion unguiculum
Therion unguiculum är en stekelart som beskrevs av Ian D. Gauld 1978. Therion unguiculum ingår i släktet Therion och familjen brokparasitsteklar. Inga underarter finns listade i Catalogue of Life.